# Mongmit

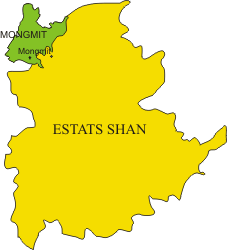
Mapa de situació de l'estat shan de Mongmit

Mongmit (Momeik) és un dels 34 estats shan de l'estat Shan de Myanmar. Està situat a l'oest de Hsenwi del nord. Té una superfície d'uns 6.000 km². La comarca de Möngleng (Mohlaing) al nord de l'estat, que avui és part del districte de Bhamo, pertanyia a l'estat però fou segregada pels britànics el 1888. La comarca de Mogok amb les mines de robis va pertànyer a l'estat però fou bescanviada el 1607 amb el rei de Birmània per Tagaung. Els estats de Hsipaw, Monglong i Hsum Hsai, i altres cinc estats depengueren del principat fins al 1888 i el principat, tot i que conservat, fou posat del sota l'administració del districte miner (Ruby Mines District) de Birmània del 1892 al 1906. La població és en part katxin, shan, palaungs i birmans. La capital és Mongmit, una petita ciutat d'uns deu mil habitants. L'estat és travessat pel riu Shweli.
Els prínceps han estat sovint derrocats per una ètnia oposada. Els birmans primer i els britànics després van col·locar alguns prínceps al tron de fora de la línia dinastia. La tradició diu que l'estat fou fundat el 1238 pel príncep de Kengtung que va col·locar com a príncep a un fill. Quant aquest va heretar Kengtung va deixar el principat a Sao Kai Hpa que va construir la capital amb unes fortificacions que van durar cinc segles. Els enderrocaments foren freqüents ja en aquest temps. Entre 1837 i 1840 nou prínceps foren col·locats al tron pels birmans i tots foren assassinats o enderrocats per rivals i llavors el rei birmà va donar el tron al príncep hereu de Kengtung però aquest als tres anys va heretar el principat del seu pare i va deixar altra vegada el de Mongmit i es van reiniciar les lluites. En els anys següents els prínceps, per governar, van buscar el suport dels katxins. Els britànics van donar el tron el 1887 a Sao Maung de Yawnghe, com a regent amb un comissionat i amb el país administrat des del Ruby Mines District. La policia militar gurkha va intervenir a la regió però tot i així els desordres van persistir i el 1892 els britànics van establir el domini directe com una subdivisió. L'infant Sao Khin Maung de la línia de prínceps fou dut a Yangon per ser educat durant la regència de Maung i el 1906 fou col·locat al tron. El 1923 va entrar a la federació d'estats shan (un any després que fos constituïda). Va morir el 1936 i el va succeir el seu fill Sao Khun Hkio, que va patir el rebuig d'altres saofas per haver-se casat amb una anglesa. El darrer príncep que va governar va abdicar el 1959 i després fou una de la Repúbliques de la unió d'Estats Shan que constituïren l'Estat Shan, amb vocació d'independència, però part de Myanmar.

## Sawpaws de Mongmit
- Maung E Pu (ja havia estat príncep vers 1838) 1850 - 1851
- Hkun Te 1851 - 1858
- Haw Kyin 1858 - 1861
- Maung Yo 1862 - ?
- Hkam Mo ? - 1874
- Vacant 1874 - 1886
- Hkam Leng 1886 - 1887
- Sao Maung de Yawnghe, regent 1887-1906
- Sao Khin Maung 1887 - 1936
- Sao Hkun Hkio 1936 - 1959